# Live Tick
Live Trick è un album live di Steve Wynn, filmato e registrato il 5 novembre del 2005 in Germania. Il concerto è presente sia in versione audio, un doppio cd, che video su dvd.
L'album risulta come Steve Wynn & Miracle 3, tuttavia bisogna segnalare che al basso al posto di Dave De Castro, impossibilitato a seguire il tour in Europa, c'è Eric Van Loo dei Willard Grant Conspiracy.

## Musicisti
- Steve Wynn (voce, chitarra)
- Linda Pitmon (batteria)
- Jason Victor (Chitarra)
- Eric Van Loo (basso)

## Tracce

### Disco 1
1. Death valley rain - 5:15
2. Cindy, it was always you - 4:10
3. Blind Willie McTell - 4:26
4. Bruises - 3:33
5. Southern California line - 4:42
6. What comes after - 4:09
7. Stare it down - 2:18
8. California style - 3:41
9. Your secret - 3:56
10. There will come a day - 4:38
11. Wired - 2:10
12. The deep end - 7:25
13. Killing me - 3:35
14. Nothing but the shell - 3:00
15. That´s what your always say - 4:52
16. Amphetamine - 7:22

### Disco 2
1. No tomorrow - 8:26
2. When the curtain falls - 4:29
3. 500 girl mornings - 4:51
4. The day of wine and roses - 6:41
5. John Coltrane stereo blues - 13:17